# Bilqis Makani
Pour les articles homonymes, voir Makani.
La Bégum Bilqis Makani (1573-1619), fut une impératrice hindoue, femme de l'empereur Jahângîr et mère de l'empereur moghol Shâh Jahân.